# Берлінська телевежа
Берлінська телевежа (нім. Berliner Fernsehturm) — найвища споруда Німеччини та четверта за висотою в Європі. В рік завершення будівництва берлінська телевежа була другою за висотою телевежею світу. Телевежа в інтернаціональному стилі була збудована в другій половині 1960-х років в центрі Східного Берліна та значно перевищує берлінську радіовежу Західного Берліна. Берлінська телевежа знаходиться в окрузі Берлін-Мітте, неподалік Александерплацу. Телевежу видно здалека, вона є відомим орієнтиром та символом Берліна.
Крім випромінювання радіо- та телепрограм, споруда слугує оглядовою вежею та належить до найулюбленіших туристичних пам'яток Німеччини. Щорічно берлінську телевежу відвідує близько 1,2 млн осіб. З 1979 р. берлінська телевежа є пам'ятником архітектури.
Завдяки своєму розташуванню поблизу Александерплац вежу часто називають Алекс-Турм (нім. Alex-Turm).

## Історія

### Передумови
На міжнародній радіочастотній конференції в Стокгольмі в 1952 р., яка координувала розподіл частот в Європі, для НДР, яка тоді не була визнана більшістю країн, було виділено лише два частотних діапазони для телебачення: частота 41,75 МГц в діапазоні I, яка була схильна до радіозавад та частоти 208–216 МГц в діапазоні III.
В цих умовах регіон Берліна не міг бути обладнаний багатьма невеликими телепередавачами таким чином, щоб уникнути накладання та завад або прогалин в прийомі телебачення. Таким чином, для повноцінного покриття без прогалин та завад був потрібен потужний передавач в якомога вищому місці. В 1950-х рр. в Берліні були в наявності лише малопотужні допоміжні телепередавачі.

### Невдалі проєкти
В 1952 р. поштове відомство НДР Deutsche Post почало планування телевежі в Берліні. Спочатку для телевежі було вибрано місце на пагорбах Мюггельберге в південно-східній частині міста. В 1954 р. була виділена земельна ділянка. Висота телевежі за проєктом становила 130 м. Телевежа повинна була бути відкритою для відвідувачів, на висоті 70 м планувалися два оглядових майданчика. Будівництву було призначено кодове ім'я «F4», фінансування у розмірі 8,714 млн. марок НДР було включене в річні плани народного господарства 1954–1957 рр.
13 грудня 1955 р. будівництво було терміново зупинене. Як виявилось, телевежа лежала в коридорі заходу на посадку аеропорту Берлін-Шенефельд, який знаходиться на відстані 8 км від місця будівництва.

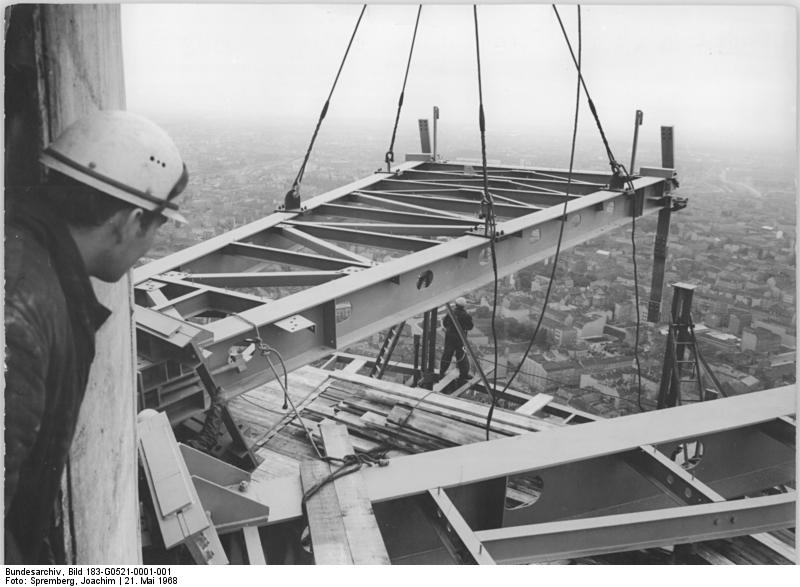
Під час будівництва, 21 травня 1968 року

Після невдачі проєкту «F4» почалися пошуки нового місця для телевежі. Багато ділянок поза містом були відкинуті як такі, що заважали польотам літаків або унеможливлювали встановлення радіорелейного зв'язку. В 1957/58 р. архітектори Ґерхард Фрост та Вальдемар Альдер запропонували проєкт телевежі в самому місті, на території народного парка Фрідріхсхаін. Були розглянуті також 4 ділянки навколо парку. Лише 24 липня 1960 р. вибране місце отримало позитивний відгук. Державна планова комісія ще через декілька днів створила фінансові передумови для будівництва. За планом, телевежа в Фрідріхсхаіні повинна була бути збудованою до 1964 р. Вартість будівництва в 1960 р. планувалась у сумі 20  млн. марок НДР, була скоригована 5 травня 1961 р. до 29,322 млн марок, а в січні 1962 р. виросла до 30,7 млн марок.
Але тяжка фінансова криза, викликана, крім іншого, коштами на будівництво берлінського муру, примусила уряд навесні 1962 р. передчасно скасувати виконання семирічного плану. Проєкт телевежі став жертвою необхідної економії, 26 травня 1962 р. східно-берлінський магістрат вирішив скасувати проєкт.
Скасування проєкту стало тяжким ударом для міністерства пошти та загрожувало виконанню інших проєктів телевеж. Незважаючи на закінчення проєкту та брак коштів, були виконані розвідувальні буріння та будівельні підприємства отримали замовлення. Були відселені жителі з території будівництва, та частина будинків знесені. Здавалося, що будівництво вже не спинити.
В кінці 1961 р. комісія «з подолання технічних недоліків в галузі радіомовлення та телебачення» встановила, що до цього часу замість запланованих 26 були наявними лише 16 УКХ-передавачів, які дозволяли охопити телепрограмами лише 80 % населення. Особливо проблемними були території вздовж внутрішньонімецького кордону та в північно-західному напрямку від Берліна. Закриття кордону з ФРН до того ж утрудняло виробництво та обслуговування через нестачу необхідного імпорту. Міністерство пошти вело переговори про включення будівництва в план хоча б з 1963 р. Незважаючи на виділення 300000 марок для фінансування підготовки будівництва, проєкт було остаточно скасовано.

## «Помста Папи»

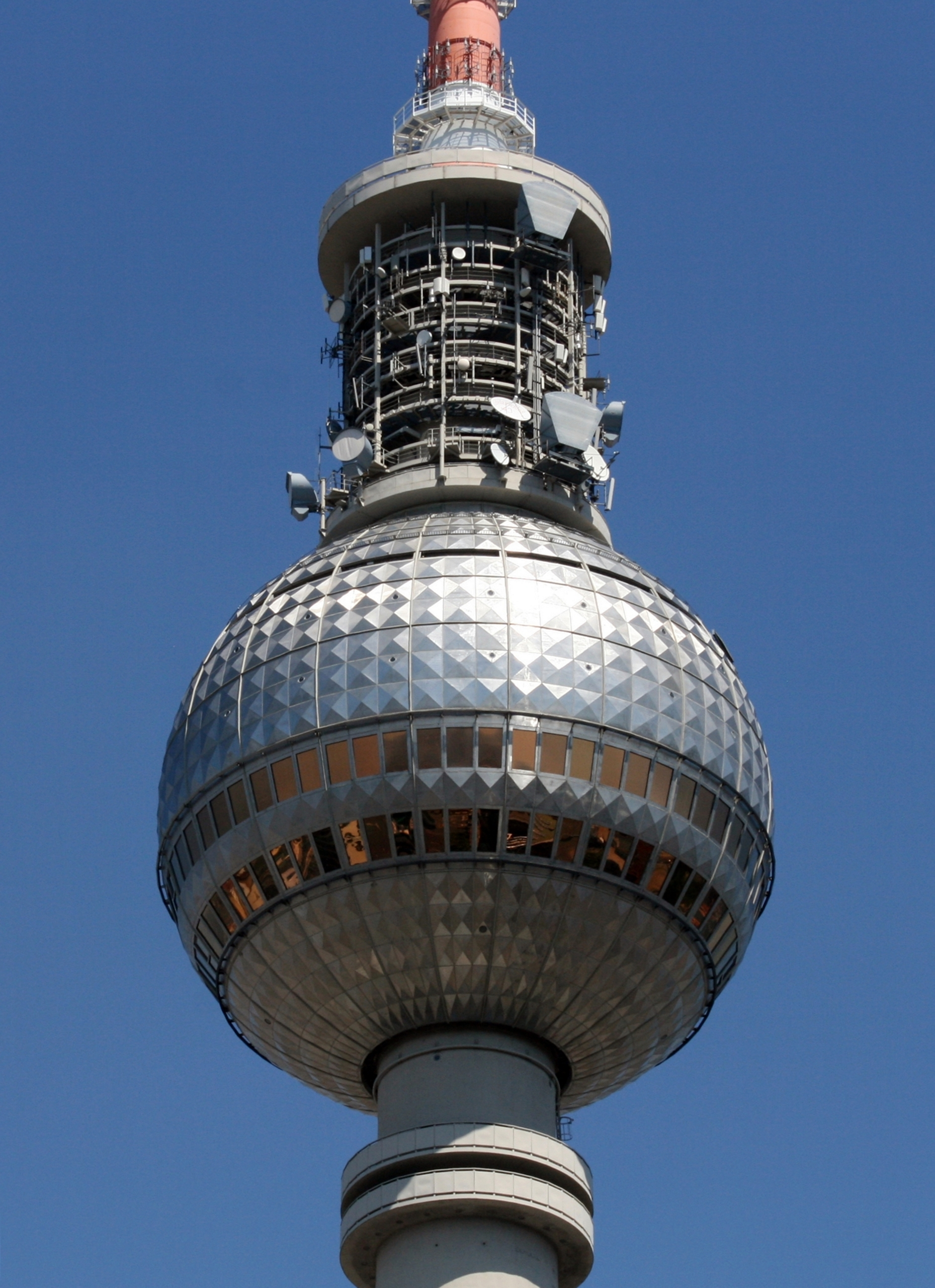
Так звана «помста Папи»

Коли сонце відблискує з округлої частини вежі, то світло на землі має форму хреста. Берлінці називають цей відблиск «Rache des Papstes» або «Помста Папи», маючи на увазі Папу Римського.
Іноді цю вежу називають Святий Вальтер за іменем Вальтера Ульбріхта, колишнього керівника НДР. Президент США Рональд Рейґан 12 червня 1987 року згадував цю вежу в промові «Знесіть цю стіну!». Її також жартома називають зубочисткою або «Telespargel» (теле-спаржа) через незвичну форму.

## Відвідувачі та туризм
Берлінська телевежа — це не тільки технічна споруда, але й визначна туристична пам'ятка. Вежа є найвищою публічно доступною будівлею Європи та найвищою публічно доступною спостережною платформою в Німеччині.
2017 року відкрили Тестову вежу Ротвейла, яка має 246 метрів заввишки і є найвищою вежею із ліфтом у світі.
За перші три роки вежу відвідало 4 мільйони людей. Після возз'єднання Німеччини щороку сюди приїздять 1,2 млн людей з 90 країн на рік, з них 60 %— іноземці. Найпопулярніша країна, представники якої відвідують вежу — Іспанія. (8,1 %), за ними йдуть італійці (7,6 %) та датчани (6,7 %). Максимальна кількість осіб всередині «м'яча» становить 320 осіб. Щодня вежу відвідують до 5000 людей, з них 1500 — відвідувачі місцевого ресторану. У часи НДР тривалість перебування в телекафе була обмежена однією годиною, а на оглядовому майданчику — 30 хвилинами.
Два ліфти вміщують по 12 осіб і за 40 секунд піднімають відвідувачів до спостережної платформи на висоту 203 метри, де розташовано найвищий бар Берліна. З 60 вікон відкривається панорама на все місто й околиці. Ресторан постійно обертається, долаючи 360 градусів щогодини. Задля безпеки основна кухня ресторану розташована біля підніжжя вежі.

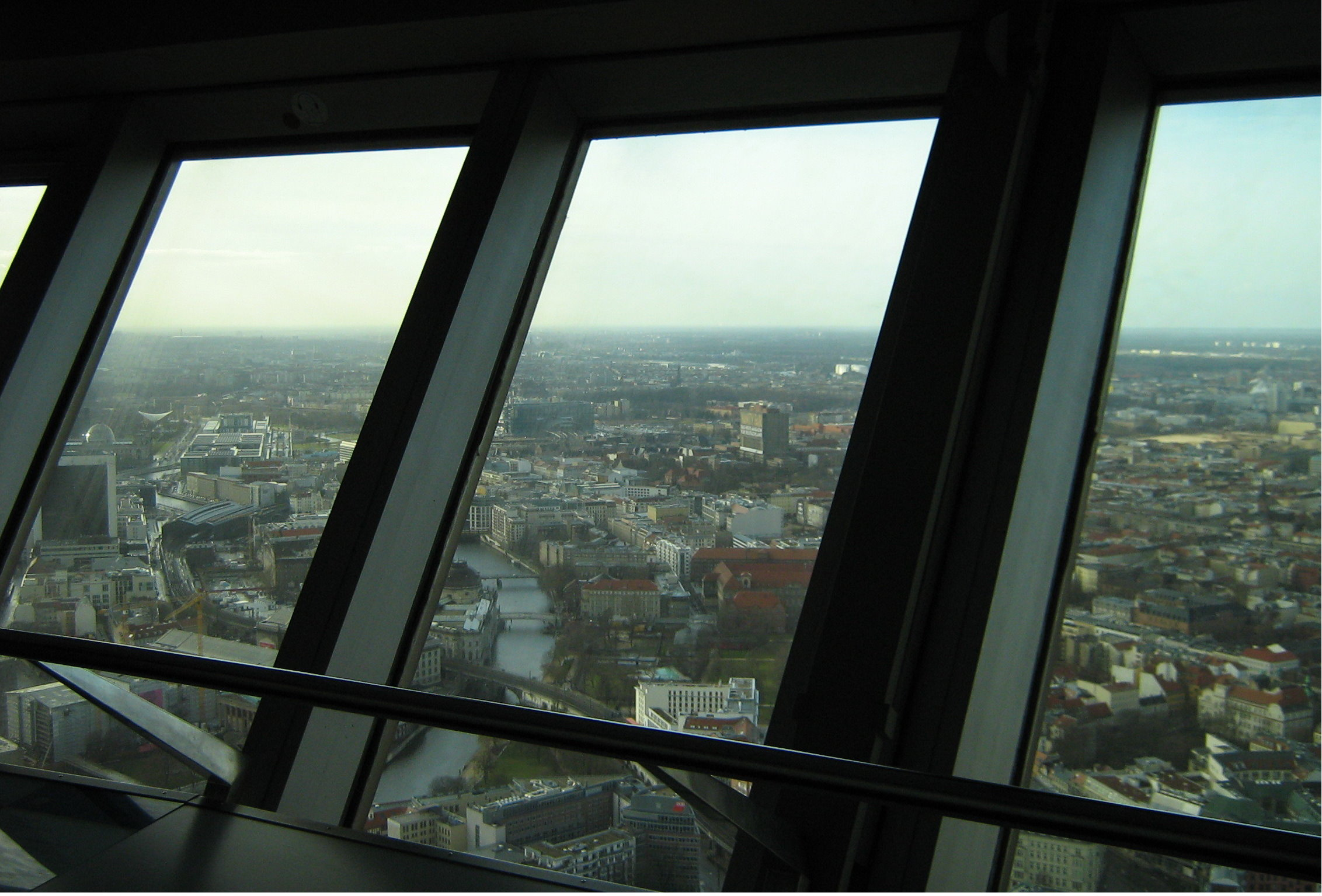
Берлінська панорама з телевежі

Напівготову їжу підіймають ліфтом до ресторану, де її готують на невеликій додатковій кухні.
Відвідувачів на інвалідних візках не допускають до відвідування телевежі, оскільки вони не зможуть у разі небезпеки скористатись маршрутом евакуації. Тварини та дитячі коляски також заборонені.
14 червня 2011— майже за 42 роки після відкриття, тодішній мер міста Клаус Воверайт привітав 50-мільйонного відвідувача телевежі. З неї відкривається фантастичний краєвид, а у ясні дні можна побачити курорт «Тропічні острови» на відстані майже 60 км.
Телевежа відкрита для туристів весь рік, останній підйом до спостережної платформи відбувається о 23:30, останнє замовлення в ресторані — о 23:00. Ресторан здається в оренду для приватних вечірок, весіль та свят не більше, ніж на годину.

## Частоти та програми

### Аналогове радіо (УКХ)
За допомогою УКХ-антен, розміщених на різних висотах вежі, транслюється загалом 18 радіопрограм. Потужність передавачів становить від 0,5 до 100 кВт.

### Цифрове радіо (DAB)
В цифровому стандарті DAB транслюється загалом 38 радіопрограм в трьох блоках частот (5C, 7B, 7D). Потужність передавачів становить 10 кВт.

### Цифрове телебачення (DVB-T)
В цифровому стандарті DVB-T транслюється загалом 41 телепрограма на 9 каналах. Потужність передавачів становить від 10 до 120 кВт.

### Аналогове телебачення
До запровадження цифрового телебачення транслювалося 5 телепрограм в стандарті PAL.